# Toxorhina (Toxorhina) polytricha
Toxorhina (Toxorhina) polytricha is een tweevleugelige uit de familie steltmuggen (Limoniidae). De soort komt voor in het Neotropisch gebied.